# 勒阿弗尔站
勒阿弗尔站是法国的一个铁路车站，位于法国北部海滨城市勒阿弗尔。

## 位置
勒阿弗尔站位于勒阿弗尔市区的东部，距离勒阿弗尔市政厅大约1.2公里。勒阿弗尔站是一个尽头式车站，正门开口朝西，列车只能从东侧进出。

## 车站历史
勒阿弗尔站修建于1847年，该站最初位于勒阿弗尔城区东部外侧，随着勒阿弗尔城市的发展和人口的迅速增加，勒阿弗尔站逐渐被包围在了勒阿弗尔城区范围内，并一度成为了当时法国最重要的海陆联运车站。
勒阿弗尔站历史上经历了两次重要的改造：1883年，法国建筑师于斯特·里奇将勒阿弗尔站内部面积扩大，并新增添了车站无柱雨棚；1932年，法国建筑师亨利·皮孔重新设计并建造了勒阿弗尔站的站房，同时还添加了钟楼等建筑，使得勒阿弗尔站成为了勒阿弗尔市区的地标之一。
二战时期，勒阿弗尔站曾受到部分摧毁，后于1949年恢复原貌。
1963年，勒阿弗尔市政府为扩大车站前方的道路面积而拆除了原有的钟楼。2000年，车站西南侧又新添了金属钟楼。2007年夏季，勒阿弗尔站内部进行了大范围的翻新。
2009年，勒阿弗尔站曾开行过前往斯特拉斯堡的TGV列车，但因客流不足而于2010年底停运。
2012年，新建成的勒阿弗尔有轨电车从勒阿弗尔站前通过。

## 停靠线路
以下列车线路在勒阿弗尔站停靠：
| 勒阿弗尔站列车线路表         |            |                   |          |              |
| 线路                         | 车种       | 上一站            | 下一站   | 大致运行频率 |
| 巴黎—勒阿弗尔                | INTERCITÉS | 布雷欧泰-博泽维尔 | （终点） | 每天11趟左右 |
| 马赛—勒阿弗尔                | TGV        | 鲁昂              | （终点） | 每天1趟      |
| 鲁昂—勒阿弗尔                | TER        | 布雷欧泰-博泽维尔 | （终点） | 每天2~5趟    |
| 鲁昂—勒阿弗尔                | TER        | 阿夫勒尔          | （终点） | 每天2~4趟    |
| 布雷欧泰-博泽维尔—勒阿弗尔   | TER        | 圣洛朗-盖讷维尔   | （终点） | 每天1~5趟    |
| 罗勒维尔/蒙蒂维利耶—勒阿弗尔 | TER        | 格拉维尔          | （终点） | 每天5~27趟   |
| 1. 2.                        |            |                   |          |              |

## 配套交通

### 城际客运
勒阿弗尔站对应的大巴车上下车地点为勒阿弗尔汽车站（Gare routière du Havre），位于勒阿弗尔站南侧。
| 停靠勒阿弗尔站的大巴车 |                                |                                                                        |
| 上下车地点             | 运营单位                       | 主要目的地                                                             |
| 勒阿弗尔汽车站         | Flixbus                        | 巴黎市区、戴高乐机场                                                   |
| 勒阿弗尔汽车站         | Isilines                       | 巴黎（可联程中转前往斯特拉斯堡方向）                                   |
| 勒阿弗尔汽车站         | Ouibus                         | 巴黎市区                                                               |
| 勒阿弗尔汽车站         | 卡尔瓦多斯省城际客运 Bus Verts | 卡昂、多维尔                                                           |
| 勒阿弗尔汽车站         | 滨海塞纳省城际客运             | 科地区科德贝克、戈代维尔、埃特勒塔、费康。                             |
| 勒阿弗尔汽车站         | SNCF                           | （当某条铁路线施工或罢工时，SNCF可能会提供途径该线路沿途站点的大巴车） |
| 1. 2. 3.               |                                |                                                                        |

### 市内交通
勒阿弗尔站对应的公交车站名称为“Gare”，停靠该站的线路包括勒阿弗尔有轨电车A线和B线，以及公交3路、5路、6路、8路、9路、31路、41路、51路。

### 社会车辆
勒阿弗尔站南侧设有社会车辆停车场。

## 临近车站
| 勒阿弗尔站（Gare du Havre）    |                    |          |
| 上行车站                       | 线路               | 下行车站 |
| 勒阿弗尔-格拉维尔站            | 巴黎－勒阿弗尔铁路 | （终点） |
| - 本表仅显示运营中的线路及车站 |                    |          |